# Aha doživetje
Aha doživetje (tudi aha efekt ali eureka efekt) je nenenaden uvid rešitve problema oziroma izkustvo, ko nenadoma razumemo poprej nerazumljiv problem ali koncept.
Aha doživetje je izraz psihologa Karla Bühlerja (Aha Erlebnis). Razmišljujoči človek ima občutek razsvetlitve, ker se nenadoma zave izida svoje miselne dejavnosti.
Zgodba o Arhimedu pripoveduje, kako je odkril metodo za določane prostornine teles (t. i. Arhimedov zakon). Po tem odkritju naj bi gol tekal po sirakuških ulicah in vpil »Eureka!« (grško εὕρηκα [heúrēka]), se pravi »Odkril sem!«.